# Бердсен, Томас
Томас Бердсен (нидерл. Thomas Beerdsen; род. 13 сентября 1998, Апелдорн, Гелдерланд) — нидерландский шахматист, гроссмейстер (2023).
В 2016 году разделил 3—4-е места на первенстве страны среди игроков не старше 20 лет.
В 2023 году стал победителем командного чемпионата Нидерландов (Meesterklasse) в составе команды Апелдорнского шахматного клуба (спонсорское название — AMEVO Apeldoorn). В этом турнире он набрал 8 очков в 9 проведённых им партиях, выполнив свою третью гроссмейстерскую норму. Ранее Бердсен стал победителем этого турнира в составе этой же команды в 2022 году.
Участник индивидуального чемпионата Европы (2023), чемпионатов Европы по рапиду и блицу (2018).
В январе 2023 года участвовал в Tata Steel Challengers (второй по значимости турнир в рамках шахматного фестиваля в Вейк-ан-Зее).
Участник командных первенств Бельгии и Германии.
Участник Кубка европейских клубов:
2018 — за MuConsult Apeldoorn (Нидерланды);
2019 — за Échiquier Mosan (Бельгия).